# علی‌آباد (بخش مرکزی لارستان)
علی‌آباد، روستایی در دهستان حومه بخش مرکزی شهرستان لارستان در استان فارس ایران است.

## جمعیت
بر پایه سرشماری عمومی نفوس و مسکن در سال ۱۳۹۵، جمعیت این روستا برابر با ۱٬۲۹۱ نفر (۳۶۶ خانوار) بوده است.